# Очна орбита
Очната орбита, още очна кухина или очница (на латински: orbita oculi) е част от придатъчния апарат на окото. Тя е с костна структура, наподобява пирамида или круша, и в нея се разполага органът око и други околоочни структури и тъкани. Има защитно-предпазна роля, както и роля на механична основа за реализиране на очната подвижност.
При новородените орбитата има по-малък размер, който с растежа се увеличава преди всичко за сметка на вертикалния ѝ размер. Самият растеж на окото стимулира растежа на орбитата и оформянето ѝ като зряла структура. Обемът н орбитата при зрял индивид достига 30 кубически сантиметра, като размерите и варират според расовата принадлежност.
Очната орбита представлява вдлъбнатина на лицевия череп. Има формата на четиристенна пирамида, чиито връх е насочен назад към носа. Осите на двете орбити се пресичат в мозъка на място, наречено турско седло. Дълбочината на орбитата е 4 – 5 см., изградена е от 7 здраво свързани кости. В задната част на орбитата минават зрителният нерв и очната артерия. Вътрешната повърхнина на орбитата е покрита с мека, пухкава тлъстина, върху която окото ляга удобно.

## Факти

### Топографска анатомия на орбитата
Орбитата се намира в горния отдел на лицевия череп и е в непосредствена близост и съобщение със съседни структури и топографски области.

#### Костни стени и ориентири
Четирите стени на орбитната пирамида се оформят от следните костни елементи:
- os frontale
- os zygomaticum
- maxilla
- os ethmoidale
- os sphenoidale
- os lacrimale
- os palatinum

Тези кости оформят с телата и крилата си основните топографски ориентири в орбитата.
- Орбитен ръб – ръбът на основата на пирамидата. Важен пункт на горния орбитен ръб е супраорбиталния отвор (или цепка), а на медиалния – предния и задния слъзен ръб, между които се оформя ямката на слъзната торбичка.
- Таван на орбитата – в него се оформят две ямки – за слъзната жлеза и за трохлеята. В тавана се отваря и fissura orbitalis superior.
- Вътрешна стена – също участва в оформянето на ямката за слъзната торбичка, но и съдържа канала за нейното съдържимо към носната кухина –  canalis nasolacrimalis, отварящ се с meatus inferior под долна носна конха[3]. Вътрешната стена е много тънка[4] и лесно се чупи при травма върху окото.
- Под на орбитата – той е и таван на синуса на горната челюст. Съдържа долен орбитен канал, по който върви съдово-нервен сноп; подът е залавно място и за долния кос мускул, движещ окото навътре и нагоре. Травма на окото, предизвикваща фрактура на пода на орбитата може да увреди тези важни структури. Това води до оплаквания от двойно виждане, енофталм, ограничена подвижност на очната ябълка.
- Външна стена – за нея[5] се залавят лигаменти (анатомични свръзки) на очната ябълка, страничния прав очен мускул, мускула-повдигач на клепача и на самите клепачи.

#### Орбитни комуникации

##### Отвори и канали
- Foramen opticum – намира се на върха на орбитата и е вход на зрителния нерв в черепа и изход за arteria ophthalmica и симпатикови нервни влакна по пътя им към органа око.
- Foramen supraorbitale – отвор или цепка, през него преминава nervus supraorbitalis, клона на тригеминалния нерв (n.V), отговорен за сетивността на челото.
- Foramina ethmoidalia anterius et posterius – осигуряват съдова комуникация между орбитата и носната кухина.
- Foramen zygomaticum – през него преминава nervus zygomaticus, който осигурява сетивността на част от лицето и слепоочието.
- Ductus nasolacrimalis – по него се оттича вътершно сълзната продукция на окото.
- Canalis infraorbitalis – това е посочения вече долен орбитен канал.

##### Орбитни фисури(цепки)
- Fissura orbitalis superior – 22 mm дълга, тя се разделя на две от пръстена на Zinn. Участъкът ѝ извън пръстена осигурява съобщение с орбитата за клонове на тригеминалния нерв и на n. trochlearis, а този в пръстена – на n. oculomotorius, n. nasociliaris (клон на n.V), n. abducens, симпатикови влакна към цилиарния ганглий и горната очна вена. Увреда на този изключително важен съдово-нервен сноп може да доведе до кривогледство и смущения в зеницата.
- Fissura orbitalis superior – съдържа важни венозни комуникации с по-дълбоки съдови сплитове.

##### Околоорбитни синуси
Sinus frontalis, Sinus sphenoidalis, Sinus s. cellulae etmoidalis, Sinus maxillaris а периорбиталните кухини на съседните кости. Те често се засягат от възпаление – синузит..

#### Орбитно съдържимо
В състава на орбитата се включват както самата очна ябълка със слъзната жлеза, така също мускули и съединителна тъкан. Съществено е значението на съдържащите се в орбитата кръвоносни съдове, нерви и ганглии, които осигуряват кръвоснабдяването и инервацията на окото и на самата орбита.

### Кръвоснабдяване на орбитата
Орбитното съдържимо се снабдява с артериална оксигенирана кръв от басейна на вътрешнатата каротидна артерия. Това се осъществява от нейния клон Arteria ophthalmica и непосредствено от дериватите ѝ a. lacrimalis, a. supraorbitalis, аа. ethmoidales anterior et posterior, Rami musculares. Венозният отток се осъществява по долна и горна орбитна вена към дълбоки венозни плексуси.

### Инервация на орбитата
В орбитата проправят хода си редица сетивни, двигателни, и вегетативни нерви, често събрани в смесени стволове. Такива са черепномозъчните нерви n. III, n. IV, n. V, n. VI; важна роля в орбитата играе и цилиарният ганглий.